# Macrourus carinatus
Macrourus carinatus är en fiskart som först beskrevs av Günther, 1878.  Macrourus carinatus ingår i släktet Macrourus och familjen skolästfiskar. Inga underarter finns listade i Catalogue of Life.